# Toimi Alatalo
Toimi Alatalo   (Savitaipale, 4 d'abril de 1929 - Savitaipale, 28 d'abril de 2014) fou un esquiador de fons finlandès que va competir durant la dècada de 1950.
El 1960 va prendre part en els Jocs Olímpics d'Hivern de Squaw Valley, on disputà tres proves del programa d'esquí de fons. Formant equip amb Eero Mäntyranta, Väinö Huhtala i Veikko Hakulinen, guanyà la medalla d'or en el relleu 4x10 km, mentre en la prova dels 30 quilòmetres fou setè i en els 15 quilòmetres vint-i-tresè.
En el seu palmarès també destaquen tres campionats nacionals, el 1956 i 1959 en els 15 quilòmetres i el 1958 en el relleu.